# 2015 în literatură
- 2014 în literatură — 2015 în literatură — 2016 în literatură

2015 în literatură implică o serie de evenimente:

## Celebrări

### 50 de ani de la naștere
- 4 martie: Khaled Hosseini, scriitor afgan-american
- 4 august: Dennis Lehane, autor american
- 21 septembrie: Frédéric Beigbeder, scriitor francez
- 31 decembrie: Nicholas Sparks, scriitor american

### 100 de ani de la naștere
- 16 februarie: Elisabeth Eybers, poetă sud-africano-olandeză (d. 2007)
- 07 aprilie: Henry Kuttner, scriitor american (d. 1958)
- 10 iunie: Saul Bellow, scriitor american (d. 2005)
- 24. iunie: Fred Hoyle, scriitor britanic (d. 2001)
- 2 august: Gellu Naum, scriitor român (d. 2001)
- 17 octombrie: Arthur Miller, scriitor american (d. 2005)
- 12 noiembrie: Roland Barthes, critic literar, scriitor, filozof francez (d. 1980)
- 27 noiembrie: Adonias Filho, scriitor brazilian (d. 1990)
- 20 decembrie: Aziz Nesin, pedagog și scriitor turc (d. 1995)

### Alte celebrări
- 6 mai: 200 de ani de la nașterea lui Eugène Labiche, poet francez
- mai / iunie: 750 de ani de la nașterea lui Dante Alighieri, poet italian
- 1 iunie: 150 de ani de la nașterea lui Constantin Stere, om politic, jurist, savant și scriitor român (d. 1936)
- 13 iunie: 150 de ani de la nașterea lui William Butler Yeats, poet și scriitor irlandez
- 4 octombrie: 150 de ani de la nașterea lui Max Halbe, scriitor german
- 17 octombrie: 200 de ani de la nașterea lui Emanuel Geibel, poet și scriitor german
- 30 decembrie: 150 de ani de la nașterea lui Rudyard Kipling, scriitor britanic

### 50 de ani de la moarte
- 4 ianuarie: T. S. Eliot, poet și dramaturg englez
- 24 ianuarie: Winston Churchill, om politic și scriitor britanic
- 12 martie: George Călinescu, critic, istoric literar, scriitor român (n. 1899)
- 19. Mai: Maria Dąbrowska, scriitoare poloneză
- 10 iulie: Jacques Audiberti, scriitor, poet, dramaturg francez
- 27 august: Eusebiu Camilar, scriitor și traducător român (n. 1910)
- 16 decembrie: William Somerset Maugham, povestitor și dramaturg britanic

### 100 de ani de la moarte
- 19 august: Tevfik Fikret, poet osman

### Alte celebrări
- 25 februarie - 150 de ani de la moartea lui Otto Ludwig, scriitor, poet și dramaturg german
- 30 aprilie - 1950 de ani de la moartea lui Lucan, poet roman
- 6 septembrie - 150 de ani de la moartea lui Nicolae Filimon, prozator român (n. 1819)
- 12 noiembrie - 150 de ani de la moartea lui Elizabeth Gaskell, scriitoare engleză (n. 1810)
- 2 decembrie - 200 de ani de la moartea lui Jan Potocki, istoric și scriitor polonez

## Evenimente
- 20 – 23 martie: Salonul Internațional al Cărții de la Paris
- 14 aprilie: London Book Fair
- 23 aprilie: Ziua Internațională a cărții și a drepturilor de autor
- 23 – 25 aprilie: Zilele „Convorbiri Literare”, Iași
- 14 – 18 mai: Salonul Internațional de Carte de la Torino
- 20 – 24 mai: Bookfest
- 21 – 24 mai: Festivalul Național „Tudor Arghezi”
- 25 – 27 mai: Festivalul Internațional „Poezia la Iași”
- 27 – 31 mai: BookExpo America
- 29 mai – 14 iunie: Târgul de carte de la Madrid
- 05 – 6 iunie: Colocviul romanului românesc, Alba Iulia
- 16 iunie: Bloomsday
- 26 – 30 august: Beijing International Book Fair
- 31 august: Premiile Uniunii Scriitorilor din România, București
- 01 septembrie: Gala Poeziei Române Contemporane, Alba Iulia
- 24 – 26 septembrie: Festivalul de Literatură, Chișinău
- 24 – 27 septembrie: Târgul de Carte de la Göteborg
- 2 – 4 octombrie: Festivalul Internațional de Literatură și Traducere (FILIT), Iași
- 4 – 6 octombrie: Festivalul Național de Literatură – „FestLit”, Cluj
- 7 – 09 octombrie: Târgului Internațional de Carte LIBER de la Madrid
- 14 – 18 octombrie: Târgul de Carte de la Frankfurt
- 20 – 21 octombrie: Simpozion revista ORIZONT – 25
- 21 – 23 octombrie: Festivalul Internațional de Literatură de la Timișoara (FILTM)
- 7 – 10 noiembrie: Târgul Carte de la Istanbul
- 18 – 22 noiembrie: Târgul de Carte Gaudeamus
- 26 – 27 noiembrie: Colocviile Rebreanu - Ediția a XXXIII-a
- 2 – 04 decembrie: Festivalul Internațional de Literatură de la București (FILB)
- 8 – 13 decembrie: Târgul Internațional de Carte de la Sofia

## Cărți noi

### Literatură
- Harald Rosenløw Eeg — Julekongen – Regele Crăciunului - (carte pentru copii), scris împreună cu Lars Gudmestad
- Cornelia Funke — Reckless. Das goldene Garn
- Hanya Yanagihara - O viață măruntă
- Arno Geiger — Selbstporträt mit Flusspferd
- John Grisham — Gray Mountain
- Michel Houellebecq — Soumission
- Sue Monk Kidd — The Invention of Wings
- Milan Kundera — La Fête de l’insignifiance
- Harper Lee — Go Set a Watchman
- Amos Oz — הבשורה על פי יהודה –
- Sabrina Qunaj — Das Blut der Rebellin
- Meg Wolitzer — Belzhar

### Autori români
- Femei răspîntii previzibile – Constantin Abăluță
- Istoria Regelui Gogoșar – Radu Aldulescu
- Fir-ar! – Amy Anelisse
- Fotograful Curții Regale – Simona Antonescu
- La capătul nopții – Vartan Arachelian
- DIVA - Romanul unei vieți – Liliana Ardelean
- Jocul și fuga – Nicolae Breban
- Trecere  – Alexander Bibac
- Biblia pierdută – Igor Bergler
- Cutia neagră – Ilinca Bernea
- Cum s-a românizat România – Lucian Boia
- Mihai Eminescu, românul absolut - Facerea și desfacerea unui mit – Lucian Boia
- Caietul psihopatului – Ștefan Bolea
- Cronică despre alb sau negru – Alexandru Calmâcu
- Leon și Luise – Alex Capus
- Vina – Camelia Cavadia
- Poezia – Mircea Cărtărescu
- Solenoid – Mircea Cărtărescu
- Destinul lupului singuratic – Adrian Christescu
- Iar dimineața vor veni rușii – Iulian Ciocan
- Celălalt Simion – Petru Cimpoesu
- Căsnicie- Dan Coman
- Povestioare adevărate pentru copiii... de toate vârstele- Ema Coman
- Haiganu. Fluviul șoaptelor- Marian Coman
- Iubirile lui Ferdinand- Maria-Gabriela Constantin
- Imperiul fetelor bătrîne – Liliana Corobca
- Femeia-lebădă – Tudor-Angel Codreanu
- Dincolo de portocali – Ioana Bâldea Constantinescu
- Pălăria albastră și alte povestiri – Andrei Crăciun
- Călătoria – Lili Crăciun
- Ceasornicul – Constantin Cubleșan
- Lacrimile diavolului – Ștefana Cristina Czeller
- Prin Bucureștiul Magic – Viorel Dianu
- Valea rea – Andrei Doboș
- Cuib de litere – Constantin Pîrîială Doroș
- Chimia depărtărilor – Anca Octavia Dragomirescu
- 7 sau Grupul – Gabriel Drăgan
- Iubirea noastră-i ca și ura – Victor Dumbrăveanu
- La limită – Diana Farca
- Fâșii de rușine – Cristian Fulaș
- Laura – Lucia Gargaletus
- Perechi nepereche – Anca Domnica Ilea
- Cronicile de la Herina – Marian Ilea
- Gravimetrul – Marian Ilea
- Camera Obscură – Anamaria Ionescu
- Gușterele – Ion Toma Ionescu
- M J C – Ion Iovan
- Întâmplări și personaje – Florin Lăzărescu
- Valurile, smintelile, păcatele. Psihologiile românilor – Aurora Liiceanu
- Nici alb, nici negru. Radiografia unui sat românesc, 1948-1998 – Aurora Liiceanu
- Dragostea cea veche îți șoptește la ureche. Primele iubiri – Aurora Liiceanu
- Dialoguri de duminică. O introducere în categoriile vieții – Andrei Pleșu, Gabriel Liiceanu
- Anotimpul pumnalelor – Șerban Andrei Mazilu
- Îngerii din Moscopole - Istorii îngemănate – Catia Maxim
- Super! Sunt un gândac! – Ciprian Măceșaru
- Quasar – Ana Mănescu
- Aventurile hingherului în Balkanya – Mihai Măniuțiu
- Dincolo de geamandură – Liana Mânzat
- „Ce-mi puteți face, dacă vă iubesc!?“-Eseu confesiv despre Ioan Alexandru – Dan C. Mihăilescu
- Cartea simțurilor - Dan C. Mihăilescu
- Bâlciul de argint – Ștefan Mitroi
- De ce nu ruginesc peștii – Ștefan Mitroi
- Jocuri de nenoroc – Ștefan Mitroi
- Dmitri: genul cinic – Dmitri Miticov
- Literatura – Andrei Mocuța
- Sesiunea de toamna – Eugen Negrici
- O pasare pe sârmă – Ioana Nicolaie
- Lomografii – Ioana Nicolaie
- Regina Maria. Ultima dorință – Tatiana Niculescu
- Amanții 3.0 – Corina Ozon
- România în 7 gesturi – Radu Paraschivescu
- Partea nevăzută decide totul – Horia-Roman Patapievici
- Și eu am trăit în comunism – Ioana Pârvulescu
- In urma nu mai e nimic – Cosmin Perța
- Opere cumplite-Volumul doi – Florin Piersic jr.
- Despre îngeri – Andrei Pleșu
- Casa scărilor – Ion Pop
- Dracula's Kitchen – Primele taine – Vlad B. Popa
- În fiecare zi moare un celebru – Alex Petre Popescu
- Povestiri despre ziua de mâine – Nicolae Radu
- Emigration blues – Titus Radu
- Dumnezeu s-a născut în Dacia – Emil Rațiu
- Manuscrisul fanariot – Doina Ruști
- Povestiri de la marginea realității – Dan Rădoiu
- Anamneza – Ana Săndulescu
- 40 de zile – Chris Simion
- Deziluzionistul – Andru David Simionoiu
- La câinele fidel – Alexandru Sincu
- Ghetsimani ʾ51 – Dan Stanca
- Dedublarea – Lăcrămioara Stoenescu
- În labirintul roșu – Lăcrămioara Stoenescu
- Capcana – Simona Stoica
- Despărțirea de București – Victor Ieronim Stoichiță
- Instituția – Ioan Suciu
- Calvarul învingătorului – Titus Suciu
- ERAL – Liviu Surugiu
- Rămășițele viselor – Liviu Surugiu
- Putin sub linie – Robert Șerban
- Teoria tăcerii – Iulian Tănase
- Dracul și mumia – Stelian Tănase
- Șoseaua Virtuții. Cartea Ciinelui – Cristian Teodorescu
- Hotarul zeilor – Dan Tomorug
- Ulcele pe uluci (miniaturi cu smalțul la vedere)- Călin Torsan, tradus în limba franceză (Brocs en stock ) de Gabrielle Danoux
- România ca părere – Dorin Tudoran
- Mierla neagră – Radu Țuculescu
- Colonia (aproape ca un blues) – Stelian Țurlea
- Crimă în Centrul Vechi – Lucia Verona
- Frumusețea va mintui lumea și alte eseuri – Ion Vianu
- Ultima Thule – Sorin Vieru
- Cartea poemelor mele nescrise – Varujan Vosganian

## Premii naționale (România)

### Premiile Uniunii Scriitorilor
(acordate pentru anul 2014)
- Premiul Național: Paul Cornea
- Cartea de poezie: Aurel Pantea, O înserare nepământeană, Ed. Arhipelag XXI
- Cartea de proză: Adrian Alui Gheorghe, Laika, Ed. Cartea Românească
- Cartea de teatru: Matei Vișniec, Omul din care a fost extras răul, Ed. Cartea Românească
- Cartea de critică, eseu și istorie literară: Eugen Negrici, Emanciparea privirii, Ed. Cartea Românească
- Cartea de debut: 
  - Luminița Corneanu, Leonid Dimov. Un oniric în Turnul Babel, Ed. Cartea Românească;
  - Florina Pîrjol, Carte de identități, Ed. Cartea Românească
  - Premiul USR pentru debut, „Mircea Ciobanu“: Radu Găvan, Exorcizat, Ed. Herg Benet
- Cartea pentru copii și tineret: Arcadie Suceveanu, În cămașă de cireașă, Ed. Litera
- Traduceri: George Volceanov, Horia Gârbea, Violeta Popa, Lucia Verona – Opere VIII – IX / William Shakespeare, Ed. Tracus Arte
- Premiul Fundației „Andrei Bantaș“: Irina Bojin, Testamentul Mariei / Colm Tóibín, Ed. Polirom
- Premiul Special: 
  - Gabriela Adameșteanu,Anii romantici, Ed. Polirom;
  - Adela Petrescu, pentru ediția integrală a cărții Jurnal de Radu Petrescu, Ed. Paralela 45
- Premiul pentru Literatură în limbi ale minorităților: 
  - Iurii Pavliș, Cerez pole, cerez iar ișla leseția na bazar, (Poezii pentru copii) – carte în limba ucraineană. (Titlu în românește: Peste câmp și văgăuni, vine vulpea spre bazar), RCR Editorial, București, 2014;
  - Edyed Péter, Irodalmi Rosta. Kritikák, esszék, tanulmányok, (1976 – 2014) – carte în limba maghiară. (Titlu în românește: Filtru literar. Critici, eseuri și studii literare, 1976 – 2014), Editura Polis

### Alte premii
- Premiul ASPRO
- Premiul pentru proza Liviu Rebreanu
- Marele Premiu pentru Poezie „Nichita Stănescu”: Ion Hadârcă
- Premiul revistei România literară
- Premiul ARA (Asociatia Română a editorilor si librarilor)
- Premiile revistei „ATENEU”
  - Marele Premiu “George Bacovia” al Revistei ATENEU: Gabriela Adameșteanu
  - Premiul pentru Proza: Doina Ruști
  - Premiul pentru Poezie: Svetlana Cârstean
  - Premiul pentru Critica și istorie literară: Bianca Burta Cernat
  - Premiul pentru Debut: Florina Pirjol și Andreea Mironescu
- Marele premiu "George Coșbuc": Andrei Zanca
- Premiile „Ziarul de Iași”
  - Premiul Național de Proză „Ziarul de Iași“: Dan Lungu
  - Premiul pentru Debut: Cecilia Maticiuc și Adrian Vițalaru
- Premiile Asociației Scriitorilor din Iași (ASI)
- Premiile „Observator cultural”
  - Premiul pentru Debut: Cristina Andrei și Florina Pîrjol
  - Premiul pentru Critică literară / Istorie literară / Teorie literară: Eugen Simion
  - Premiul pentru Eseistică / Publicistică: Mirel Bănică
  - Premiul pentru Memorialistică: Gabriela Adameșteanu
  - Premiul pentru Poezie: Adela Greceanu și Marta Petreu
  - Premiul pentru Proză: Radu Mareș
  - Premiul „Gheorghe Crăciun“: Nora Iuga
- Premiile Revistei „Convorbiri literare”
  - Premiul Special pentru volumul Uniunea Scriitorilor din România – Filiala Iași la 65 de ani: Ana Parent
  - Premiul Special pentru volumul Contribuții la istoria revistei “Convorbiri literare” (1939-1944): Nicolae Scurtu
  - Premiul Special pentru calitatea interpretarii muzicale: Filip Papa
  - Premiul Special pentru interferențe cu limba și literatura română: Metin Cengiz și Naim Araidi
  - Premiul de Debut: Doru Mihai Mateiciuc
  - Premiul pentru Poezie: Daniel Corbu și Mircea Bârsilă
  - Premiul pentru Istorie literară: Traian D. Lazăr
  - Premiul pentru Eseu: Ștefan Afloroaie
  - Premiul de Excelență: Arcadie Suceveanu
  - Premiul Opera Omnia: Dumitru Radu Popescu

## Premii internaționale
- Baileys Women’s Prize: How to Be Both de Ali Smith
- Premiul Cervantes: Fernando del Paso
- Premiul FIL: Enrique Vila-Matas
- Premiul Ingeborg-Bachmann: Nora Gomringer: Recherche
- Internationaler Literaturpreis – Haus der Kulturen der Welt: Judas de Amos Oz
- International IMPAC Dublin Literary Award: Harvest de Jim Crace
- Heinrich-Böll-Preis: Herta Müller
- Premiul pentru literatură al Consiliului Nordic: Jon Fosse
- Man Booker Prize for Fiction: A Brief History of Seven Killings de Marlon James
- Man Booker International Prize: László Krasznahorkai
- Premiul literar Nadal: José C. Vales pentru Cabaret Biarritz
- National Book Awards:
  - Ficțiune: Adam Johnson cu romanul Fortune Smiles
  - Nonficțiune: Ta-Nehisi Coates cu romanul Between the World and Me
  - Poezie: Robin Coste Lewis cu volumul Voyage of the Sable Venus
  - Literatură pentru Tineri: Neal Shusterman cu romanul Challenger Deep
  - ”Medal for Distinguished Contribution to American Letters”: Don DeLillo
  - ”Literarian Award for Outstanding Service to the American Literary Community”: James Patterson
- Premiul Nobel pentru Literatură: Svetlana Alexievici
- Premiul de Stat al Austriei pentru Literatură Europeană: Mircea Cărtărescu
- Prémio Camões: Hélia Correia
- Prințesa de Asturia pentru Literatură: Leonardo Padura
- Prix Femina: La Cache de Christophe Boltanski
- Premiul Georg Büchner: Rainald Goetz
- Prix Goncourt: Boussole de Mathias Énard
- Prix Renaudot: D’après une histoire vraie de Delphine de Vigan
- Premiul Pulitzer: 
  - Ficțiune: All the Light We Cannot See de Anthony Doerr
  - Teatru: Between Riverside and Crazy de Stephen Adly Guirgis
  - Poezie: Digest de Gregory Pardlo
  - Biografie: The Pope and Mussolini: The Secret History of Pius XI and the Rise of Fascism in Europe de David I. Kertzer
  - Non ficțiune: The Sixth Extinction: An Unnatural History de Elizabeth Kolbert
- Premiul televiziunii 3Sat: Sentimentul primar al nevinovăṭiei de Dana Grigorcea

## Decese
- 7 ianuarie - Tadeusz Konwicki
- 13 ianuarie - Valentin Nicolau
- 6 februarie - Assia Djebar
- 23 februarie - James Aldridge
- 27 februarie - Leonard Nimoy
- 28 februarie - Yașar Kemal
- 6 martie - Walter Biemel
- 12 martie - Terry Pratchett
- 18 martie - Grace Ogot
- 15 martie - Alexandru Vlad
- 26 martie - Tomas Tranströmer
- 3 aprilie - Petre Anghel
- 13 aprilie Eduardo Galeano
- 13 aprilie - Günter Grass
- 24 aprilie - Władysław Bartoszewski
- 11 mai - Jef Geeraerts
- 9 iunie - Corneliu Leu
- iulie Utta Danella
- 12 iulie - Chenjerai Hove
- 25 iulie - Valeriu Pantazi
- 29 august - Wayne Dyer
- 14 septembrie - Corneliu Vadim Tudor
- 5 octombrie - Henning Mankell
- 6 octombrie - Árpád Göncz
- 13 octombrie - Mária Nagy Adonyi
- 16 octombrie - Liviu Radu
- 18 octombrie - Gamal Al-Ghitani
- 4 noiembrie - René Girard
- 10 noiembrie - Helmut Schmidt
- 26 noiembrie - Antoaneta Raliana
- 20 noiembrie - Lex Jacoby
- 13 decembrie - Benedict Anderson

## Premii

### Alte premii internaționale
- Medalia Premiului NobelPremiul Nobel pentru Literatură — Svetlana Alexievici

### Alte premii naționale
- Norvegia - Premiul pentru literatură al Colecției Lingvistice — Nu s-a acordat